# Prvački trofej 1983. (hokej na travi)
5. Prvački trofej se održao 1983. godine.

## Mjesto i vrijeme održavanja
Održao se od 28. listopada do 4. studenog 1983.
Susreti su se odigrali u Karachiju u Pakistanu.

## Sudionici
Sudjelovali su branitelj naslova Nizozemska, domaćin Pakistan, Australija, Indija, SR Njemačka i Novi Zeland.

## Natjecateljski sustav
Ovaj turnir se igralo po jednostrukom ligaškom sustavu. Za pobjedu se dobivalo 2 boda, za neriješeno 1 bod, a za poraz nijedan bod. 
Susrete se igralo na umjetnoj travi.

## Rezultati
```
* SR Njemačka - Indija             2 : 1
* Australija - Nizozemska          5 : 2
* Pakistan - Novi Zeland           3 : 0
```

```
* Novi Zeland - Australija         1 : 1
* Nizozemska - SR Njemačka         1 : 2
* Pakistan - India                 2 : 0
```

```
* SR Njemačka - Novi Zeland        3 : 1
* Australija - Pakistan            2 : 0
* Nizozemska - India               1 : 2
```

```
* Nizozemska - Novi Zeland         4 : 2
* Australija - India               3 : 3
* Pakistan - SR Njemačka           3 : 1
```

```
* Novi Zeland - Indija             1 : 2
* Pakistan - Nizozemska            2 : 3
* Australija - SR Njemačka         3 : 1
```

```
Završni poredak:

 1. 
 Australija       5      3      2      0      (14 : 7)      
8

 2. 
 Pakistan         5      3      0      2      (10 : 6)      
6

 3. 
 SR Njemačka      5      3      0      2      ( 9 : 9)      
6

 4. 
 Indija           5      2      1      2      ( 8 : 9)      
5

 5. 
 Nizozemska       5      2      0      3      (11 :13)      
4

 6. 
 Novi Zeland      5      0      1      4      ( 5 :13)      
1
```

| Pobjednici             |
| ---------------------- |
| Australija Prvi naslov |

## Najbolji sudionici
| Najbolji strijelac           |
| ---------------------------- |
| Roderik Bouwman (6 pogodaka) |